# Acanthagrion longispinosum
Acanthagrion longispinosum е вид насекомо от семейство Coenagrionidae. Видът е незастрашен от изчезване.

## Разпространение
Разпространен е в Боливия и Бразилия.